# Hesperantha pulchra
Hesperantha pulchra är en irisväxtart som beskrevs av John Gilbert Baker. Hesperantha pulchra ingår i släktet Hesperantha och familjen irisväxter. Inga underarter finns listade i Catalogue of Life.